# Cigne coscoroba
El cigne coscoroba (Coscoroba coscoroba) és una espècie d'ocell dins l'ordre dels Anseriformesde la subfamília Anserinae de la família Anatidae. Una espècie distintiva, en certa manera que apareix intermèdia entre cignes i oques, però alguns autors consideren que està més estretament relacionada amb els ànecs arboris (Dendrocygninae) i és monotípic. Es troba a diferents països de sud-amèrica com ara Argentina, Bolívia, Brasil, Xile, Paraguai, Uruguai, i les illes Malvines.

## Descripció
El cigne coscoroba és un ocell aquàtic de mida mitjana-grossa, però més petita que els cignes, de 90 a 115 cm de llarg amb una envergadura alar d'uns 155 cm. Els mascles pesen de 3,8 a 5,4 kg i les femelles de 3,1 a 4,5 kg. L'aparença es considera lleugerament inusual, sent intermèdia entre la de les oques i els cignes. Tenen el rostre completament emplomallat, fet inusual per als cignes, i els peus es troben directament sota el cos, permetent que camini més eficientment que el "tràngol" de la majoria d'ocells aquàtics. Físicament, els cignes coscoroba s'han comparat amb ànecs domèstics, encara que més grossos i amb bec i peus més foscos i vermells. Els adults són completament blancs, excepte les sis plomes primàries exteriors que tenen la punta negra, encara que aquest negre és sovint amb prou feines visible a l'ala tancada tret que l'ocell estigui en vol.

## Hàbitat i distribució
El cigne coscoroba és un resident durant tot l'any del centre d'Argentina i al llarg de la costa uruguaiana-sud del Brasil. També cria, però no hiverna des del sud de Xile i Argentina al sud fins a la Terra del Foc i ocasionalment a les Illes Malvines. A l'hivern l'àrea de distribució s'estén cap al nord fins al centre de Xile, el nord d'Argentina, Paraguai, Uruguai i el sud del Brasil. S'ha registrat com a divagant a Bolívia i en diversos llocs del Brasil al nord del seu límit habitual. El cigne coscoroba habita llacunes amb força vegetació, pantans d'aigua dolça i, de vegades, embassaments artificials. És principalment un ocell de les terres baixes, tot i que hi ha registres dispersos de fins a 1.300 m i almenys un a 2.000 m.

## Comportament

### Alimentació
La dieta del cigne coscoroba no s'ha estudiat en detall, però aparentment s'alimenta de plantes aquàtiques i algunes de terrestres, petits invertebrats aquàtics i petits peixos. S'alimenta principalment mentre neda o neda en aigües poc profundes i en contrast amb altres cignes poques vegades es capbussa. També s'alimenta a terra. Sovint s'alimenta amb cignes de coll negre (Cygnus melanocoryphus).

### Reproducció
El cigne coscoroba es reprodueix a la primavera local, de maig a octubre al nord d'Argentina, de juliol a desembre a Xile, i de juliol i agost al sud del Brasil. L'espècie forma enllaços de parella a llarg termini. El niu és un monticle de vegetació folrada amb gespa tova construïda per tots dos membres sobre un petit illot, que flota parcialment en un canyissar o herba llarga prop de l'aigua. La mida de la posta és de quatre a nou ous ovalats que pesen uns 167 g amb unes dimensions d'uns 88 per 60 mm. Els mascles tenen cura de les femelles durant el període d'incubació que és d'uns 35 dies. Tots dos cuiden els joves fins que aquests es emancipen passades 14 setmanes o més, de vegades fins que tenen un any d'edat. En captivitat, el cigne coscoroba pot arribar a viure 20 anys.

## Taxonomia i sistemàtica
La inclusió del cigne coscoroba dins de la família dels anàtids (Anatidae) no està totalment consensuada perquè hi ha un estudi genètic de 2014 que postula una relació filogenètica entre aquesta espècie i l'oca cendrosa (Cereopsis novaehollandiae). El Handbook of the Birds of the World de BirdLife International ha adoptat aquest enfocament i col·loca el cigne coscoroba i l'cendrosa junts a la tribu Cereopsini, que posa com basal de Cigne i totes les altres oques. Tanmateix, el Comitè de Classificació Sud-americana de la Societat Ornitològica Americana, l'Unió Internacional d'Ornitòlegs (UIO), i la taxonomia de Clements Checklist tracten l'oca cendrosa com basal a altres oques, que ells mateixos precedeixen el coscoroba i altres cignes en una seqüència lineal. Fins i tot aquests tres sistemes difereixen, amb la UIO col·locant el cigne coscoroba abans de Cygnus i els altres dos després en les llistes.
El cigne coscoroba és l'únic membre del gènere Coscoroba i no té subespècies.